# Hubert Kostka
Hubert Jerzy Kostka (Racibórz, 27 maggio 1940) è un allenatore di calcio ed ex calciatore polacco, di ruolo portiere.

## Carriera
Con la Nazionale polacca ha vinto i Giochi olimpici 1972.

## Palmarès

### Giocatore

#### Club
- Campionato polacco: 8

Górnik Zabrze: 1961, 1962-1963, 1963-1964, 1964-1965, 1965-1966, 1966-1967, 1970-1971, 1971-1972
- Coppa di Polonia: 6

Górnik Zabrze: 1964-1965, 1967-1968, 1968-1969, 1969-1970, 1970-1971, 1971-1972

#### Nazionale
- Oro olimpico: 1

Monaco di Baviera 1972

### Allenatore
- Campionato polacco: 2

Górnik Zabrze: 1984-1985, 1985-1986